# Welton (Lincolnshire)
Welton – wieś w Anglii, w hrabstwie Lincolnshire, w dystrykcie West Lindsey. Leży 9 km na północny wschód od Lincoln i 201 km na północ od Londynu. Miejscowość liczy 3821 mieszkańców.